# 空白 (映画)
『空白』（くうはく）は、2021年9月23日公開の日本映画。
監督は𠮷田恵輔、主演は『台風一家』以来、7年ぶりの映画主演作となる古田新太。PG12指定。
万引き未遂事件を起こして逃走した女子中学生の交通事故死をきっかけに、彼女の身の潔白を証明しようと、スーパーマーケットの店長をはじめとした関係者たちに対して暴走する父の姿を描く。

## あらすじ
蒲郡市の漁師・添田充は独善的な性格と乱暴な言葉づかいで周囲から煙たがられている。彼は離婚していて娘の花音と二人暮らしだが、花音は母親の翔子と会っているようで、それが面白くない。
ある日、学校帰りの花音はスーパーの化粧品売り場にいて、マニキュアに手を伸ばした瞬間、万引きと思ったスーパー店長の青柳に手を掴まれ事務所に連れて行かれようとした。逃げ出した花音の後を青柳は追うが、路上に飛び出した花音が乗用車にはねられ、更にトラックに引きずられてしまう。
霊安室で損傷が激しい花音の遺体に対面し添田は泣き崩れる。それから添田の青柳に対する執拗な攻撃が始まった。青柳も事故に大きなショックを受けていてひたすらに謝るが、添田の怒りは増すばかりで、娘が万引きなどするはずがない、青柳のいたずら目的ではないかと言い張る。
そうした対立がテレビで取り上げられ取材攻勢が始まる。添田の暴言は彼の粗雑な人格を印象付け、青柳には変質者であるかのようなレッテルを貼って二人の対立をあおる。ネットでも二人への誹謗中傷が始まり、そのせいでスーパーは休業に追い込まれる。
添田は学校にも乗り込んで、仮に万引きしたとしても背景にイジメがあるに違いないと調査を要求して引かない。
一方、花音をはねて災難ともいえる事故の加害者になった女性の楓は、ひたすら添田に詫びを入れるが無視され続け、その結果、彼女は自殺してしまう。
スーパーは閉店に追い込まれ思い詰めた青柳は自殺を図るが、偶然訪れた従業員に助けられ未遂に終わる。
やがて添田は花音の画材で絵を描き、花音が読んでいた漫画を読み、娘のことを知ろうと思い始める。そんな矢先、花音の部屋から何本ものマニキュアが見つかり、そっと公園に捨てる。添田は道路工事の警備員になった青柳の元を訪ね遠回しに謝罪の意を伝えた。
添田の元に学校から花音が描いた絵が戻る。イルカの形をした雲の絵は添田が描いた拙い絵とよく似ていて、彼は帰らぬ娘への思いに涙ぐんだ。

## 登場人物
添田充
演 - 古田新太
本作の主人公。職業は漁師。
青柳直人
演 - 松坂桃李
スーパーマーケット「スーパーアオヤギ」の店長。
松本翔子
演 - 田畑智子
充の元妻。
野木龍馬
演 - 藤原季節
漁師である充の弟子。
今井若菜
演 - 趣里
充の娘である花音が通う中学校の担任教師。
添田花音
演 - 伊東蒼
充の娘。車とトラックにはねられて命を落とす。
中山緑
演 - 片岡礼子
花音をはねた車を運転していた女性の母。
草加部麻子
演 - 寺島しのぶ
「スーパーアオヤギ」に勤務するパート店員。
その他のキャスト
演 - 野村麻純、和田聰宏、加藤満、篠原篤、奥野瑛太、三島ゆたか、桜まゆみ、関幸治 ほか

## スタッフ
- 監督・脚本：𠮷田恵輔
- 音楽：世武裕子
- 企画・製作・エグゼクティブプロデューサー：河村光庸
- 共同製作：藤田浩幸、石井紹良、堀内大示、五老剛、藤本鈴子、五十嵐淳之、鈴木貴幸
- プロデューサー：佐藤順子、花田聖
- アソシエイトプロデューサー：山本礼二
- ラインプロデューサー：道上巧矢
- Coプロデューサー：飯田雅裕
- 撮影：志田貴之
- 照明：疋田淳
- 録音：田中博信
- 編集：下田悠
- キャスティング：田端利江
- 装飾：吉村昌悟
- 衣装：篠塚奈美
- ヘアメイク：有路涼子
- 助監督：松倉大夏
- 制作担当：保中良介
- 題字：赤松陽構造
- 撮影協力：蒲郡市
- 配給：スターサンズ、KADOKAWA
- 制作プロダクション：スターサンズ
- 製作：2021「空白」製作委員会（電通、KADOKAWA、スターサンズ、朝日新聞社、バップ、ムービーウォーカー、Filmarks）